# Museo de la Ciudad de Valencia
El Museo de la Ciudad de Valencia está situado en la plaza del Arzobispo número 3 de Valencia (España). Es uno de los tres museos que en la actualidad recogen parte del patrimonio histórico del Ayuntamiento de Valencia. Se encuentra ubicado en el Palacio del Marqués de Campo, también conocido como Palacio de los Condes de Berbedel.
En el museo se recogen parte de las colecciones artísticas que a lo largo del tiempo ha ido recogiendo el Ayuntamiento, desde reliquias históricas (algunas procedentes de la antigua Casa de la Ciudad), a colecciones pictóricas, escultóricas y grabados; etc, provenientes tanto de hallazgos fortuitos, como de excavaciones arqueológicas sistemáticas, e incluso de legados particulares.

## Historia
El Museo de la Ciudad depende administrativamente de la Sección de Museos y Monumentos que forma parte del Servicio de Patrimonio Histórico y Cultural del Ayuntamiento de Valencia.
Existía desde principios del siglo XIX un gran interés por crear un museo en la ciudad de Valencia que pudiera recoger y mostrar el tesoro que suponían tanto el conjunto archivístico documental que se inició con la reconquista del rey Jaime I, como la gran cantidad de objetos (de una importancia singular para la historia de la ciudad por su carga simbólica) como son el Penó de la Conquesta, la espada de Jaime I o las llaves de la ciudad, entre otros. A estos se añaden los bienes recuperados de la destrucción y el expolio de la antigua casa de la ciudad a mediados del siglo XIX. El intento de otorgar a estos documentos, y objetos que forman parte de la cultura y, del patrimonio cultural de la ciudad, una forma museística, no fraguó. Este fracaso se debía en parte al escaso apoyo con el que contó este proyecto, quizás por la existencia de un proyecto previo de creación del Museo de Etnografía y Folklore de Valencia, promovido por Vicente Blasco Ibáñez en 1921 (Catalá, 1988). En este proyecto se logró implicar al ayuntamiento de Valencia que cedió el Palacio de la Exposición y prometió que en el futuro museo se integraría una parte de las colecciones municipales.
Poco a poco, gracias al empuje de Maximiliano Thous y de Enric Durán i Tortajada, se fue materializando con hechos este proyecto pero enfocándolo desde un punto de vista más nacionalista que del regionalismo inicial con el que se había formado. A finales de los años veinte, concretamente en 1927, se crea el Museo Artístico y Arqueológico, generalmente conocido como Museo Histórico de la Ciudad, dependiente de la sección de Museos y Monumentos, integrada en el Servicio de Patrimonio Histórico y Cultural del Ayuntamiento de Valencia; a instancia del regidor de estos años, Enric Durán i Tortajada, con la intención de reunir en una sede común todo el patrimonio municipal.
La finalidad del museo era la de agrupar todos los objetos de carácter mueble pertenecientes al patrimonio municipal, entre los que se incluían objetos de naturaleza artística y arqueológica, sin unos criterios museísticos claros. Además, se continuaba sufriendo la carencia de un espacio físico adecuado para la ubicación de este conjunto cultural valenciano, el cual acabó en dependencias de la propias Casa Consistorial.
No fue hasta los años 70 del siglo XX que se comienzan a producirse algunos cambios reseñables. Así, en el año 1973 la Delegación de Archivos, Bibliotecas y Museos, propone la adquisición del recientemente declarado monumento histórico-artístico de interés local, palacio de Berbedel; compra que se materializó un año después, pasando a llevarse a cabo unas reparaciones de urgencia y obras de remodelación para adaptar el edificio para su uso como pinacoteca municipal.
De esta manera el Museo de la Ciudad veía posible su ubicación en el palacio de Berbedel, que se inauguró como Museo de la Ciudad el 3 de noviembre de 1989, presentando una exposición sobre los orígenes de la ciudad y la "Valentia romana de época republicana", con materiales arqueológicos procedentes de excavaciones y otros fondos del Museo.

## Fondos y colecciones
El Museo de la Ciudad de valencia recoge una variopinta colección de objetos que constituyen sus fondos y colecciones. Están distribuidas por secciones, entre las que podemos destacar:
- Sección de Litología. Formada por un conjunto de elementos lapidarios, fragmentos arquitectónicos, blasones pétreos, etc. En su mayoría proceden de excavaciones arqueológicas así como de hallazgos fortuitos (sobre todo en derribos o al iniciar nuevas obras), sin dejar de lado las donaciones de colecciones como la de Martí Esteve.[1]
- Sección de Arqueología. Formada por material de interés arqueológico que proceden de excavaciones realizadas en la ciudad.[1]
- Sección de Pintura. Formada por casi un millar de obras de muy heterogénea procedencia y entre las que destacan: la tabla del  "Juicio Final" de Van der Stock; los fragmentos de parte de la pintura mural de la capilla de los Jurados; etc. esta sección se enriqueció con las pinturas ingresadas en el Ayuntamiento en el año 1936 y que tras la finalización de la guerra civil, no fueron reclamadas por sus legítimos dueños, pasando a formar parte del Inventario Municipal de Bienes.[1]
- Sección de Escultura. Una gran parte de esta sección forma parte de un lote de la colección de los herederos de Miguel Martí Esteve, que el Ayuntamiento adquirió.[1]
- Sección de Grabados. Con una gran representación de la estampa valenciana del siglo XVIII y XIX; y con obras de Fernando Selma, Rafael Esteve, Manuel Monfort y José Joaquín Fabregat, entre otros.[1]
- Sección de Cerámica. La colección tiene su origen en 1947 al hallarse en el subsuelo de la ciudad, tras unas obras, una gran cantidad de materiales cerámicos. Más tarde, el Ayuntamiento adquirió la colección de Francisco Mora Gallego.[1]
- Sección Objetos de Arte Religioso. Pequeño grupo de apenas más de veinte piezas de orfebrería, procedentes casi todos de depósitos de época de guerra.[1]
- Sección de Arte Mobiliar. En su mayoría provienen de la colección de Martí Esteve.[1]
- Sección de Forja Artística. En ella pueden observarse muchas piezas de cerrajería y forja procedentes de diversas adquisiciones en diferentes épocas.[1]
- Sección de Artes Menores. En ella se recogen piezas variadas como miniaturas, camafeos, entalles, relieves y bajorrelieve.[1]
- Sección Numismática. La mayoría de estas piezas proceden del numario de José de Llano y White, que  acabó en manos de Martí Esteve y tras la compra a sus herederos de sus colecciones, por parte del Ayuntamiento, pasó a formar parte del patrimonio municipal.[1]
- Sección de Pesas y Medidas.Esta sección proviene de la donación al Ayuntamiento por Juan Antonio Gómez-Trénor.[1]